# 京浜電気鉄道41号形電車
京浜電気鉄道41号形電車（けいひんでんきてつどう41ごうがたでんしゃ）は、京浜急行電鉄の前身である京浜電気鉄道が導入し、のちに東京急行電鉄を経て京浜急行電鉄に過去に在籍した電車。京浜電気鉄道が最後に製造した木造車両である。

## 概要

京急デハ121。廃車直前の姿

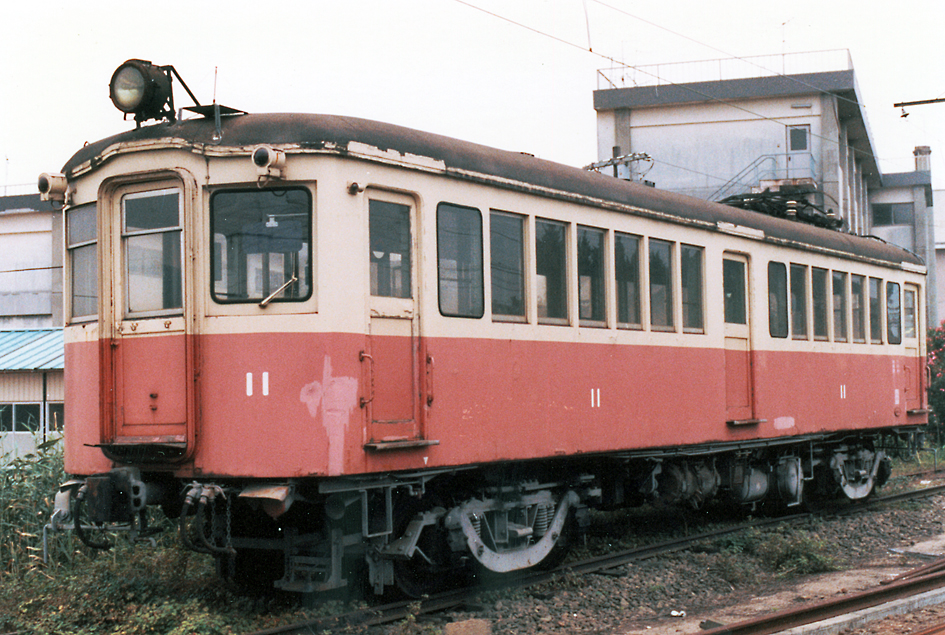
高松琴平電気鉄道に譲渡され、10形11となった姿
撮影・琴電屋島駅

1922年（大正11年）に京浜電気鉄道の8年ぶりの新車として41 - 50の10両が製造された。
車体は藤永田造船所（現・三井E&S造船）製であり、従来の車両とは異なり、運転台の部分も開放部が廃止されたため乗務員の労働条件が改善された。台車、電気部品はアメリカ製で台車はACF-19、モーターは50PS×4だった。また、この41号形からHL式の間接制御、総括制御器が搭載され、連結運転の準備がなされていた。
1937年（昭和12年）に形式称号が41号形からデ41形に変更された。当初、集電装置はトロリーポールだったが1939年（昭和14年）に菱形パンタグラフに変更され、一部では「改パン電車」と呼ばれた。
1942年（昭和17年）5月1日に京浜電気鉄道が東京急行電鉄に合併された際に形式がデ41形からデハ5120形に変更された。第二次世界大戦では全車両焼失せず、1947年（昭和22年）12月に本線の架線電圧が600Vだった品川 - 横浜間が1500Vに昇圧されたためデハ5125・5129 - 5131の4両が電装機器を取り外した上で制御車のクハ5120形に改造され、その他のデハ5120形は大師線専用車両となった。このとき発生した電機部品は玉川線の車両に転用された。
1948年（昭和23年）6月1日に京浜急行電鉄として大東急から独立した際に旧来のデハ5120形がデハ120形に、クハ5120形がクハ120形に改番された。1951年（昭和26年）に大師線の電圧も1500Vに昇圧された際、デハ120形は全てクハ120形に改造された。1958年（昭和33年）、京急最後の吊り掛け車600形(初代)の投入にあたり、書類上改造という形で代替され全車廃車され、一部が高松琴平電気鉄道に譲渡された。

琴電では鋼体化改造を行い、前面の5枚窓を潰し、貫通扉を取り付けて両運転台の10形、片運転台の90形に再生。当時600V線だった長尾線と志度線で運用した。その後1500Vへの昇圧などを経験し、1983年（昭和58年）までに同じく京急から流れた後輩車の230形改め30形に代替されて廃車となった。